# 다산동 (남양주시)
다산동(茶山洞)은 경기도 남양주시의 법정동이다.

## 법정동
- 다산동
- 도농동
- 지금동
- 수석동

## 연혁
- 1466년 : 양주목 미음면  금교리, 가재동, 현재의 구리시인 구지면의 왕숙천 너머 일부 지역까지 관할했던 인창리까지 해당이 된다.
- 1912년 5월 23일: 양주군 미음면 도농리
- 1914년 4월 1일: 미음면 3개리와 금촌면 3개리를 통합하여 양주군 미금면이 됨. 이 당시의 행정구역은 양주군 미금면 도농리가 된다.
- 1979년 5월 1일: 미금면이 미금읍으로 승격하여 양주군 미금읍이 됨.
- 1980년 4월 1일: 남양주군이 분리되어 남양주군 미금읍이 됨.
- 1985년 1월 1일: 도농출장소가 신설되어 남양주군 미금읍 도농출장소가 됨. 출장소 관할구역은 이패리, 삼패리, 가운리, 수석리, 지금리, 도농리.[1]
- 1989년 1월 1일: 미금읍이 미금시로 승격·분리되어 미금시가 됨.[2] 법정동 가운동, 수석동, 지금동, 도농동이 설치되었으며, 행정동으로 가운동, 수석동, 지금동을 관할하는 지금동과 도농동만을 관할하는 도농동을 설치함.
- 1995년 1월 1일: 미금시와 남양주군이 통합되어[3] 남양주시 가운동, 수석동, 지금동, 도농동이 됨.
- 2017년 2월 6일: 도농동과 지금동을 관할하는 도농·지금 행정복지센터가 개청하였다.[4]
- 2017년 12월 18일: 가운동(加雲洞)을 다산동으로 개칭하고, 도농동, 지금동, 수석동, 일패동, 이패동, 진건읍 배양리의 각 일부를 병합함. 지금동, 가운동, 이패동의 각 일부를 병합하여 지금동으로 함. 법정동 도농동은 도농사거리 이서 및 국도 제6호선 이남 지역을 관할하는 좁은 지역이, 법정동 지금동은 다산동 중 황금산 일원을 관할하는 좁은 지역이 됨. 행정동 지금동은 다산1동으로 개칭하여 다산동 중 국도 제6호선 이북 지역을 관할하게, 도농동은 다산2동으로 개칭하여 이남 지역을 관할하게 함.[5][6][7]

## 교육
- 초등학교
  - 가운초등학교
  - 금교초등학교
  - 남양주다산초등학교
  - 남양주미금초등학교
  - 남양주양정초등학교
  - 다산가람초등학교
  - 다산별빛초등학교
  - 다산새봄초등학교
  - 다산하늘초등학교
  - 다산한강초등학교
  - 도농초등학교
- 중학교
  - 가운중학교
  - 남양주다산중학교
  - 다산한강중학교
  - 도농중학교
  - 동화중학교
  - 미금중학교
- 고등학교
  - 가운고등학교
  - 동화고등학교
  - 도농고등학교
  - 남양주다산고등학교

## 교통
- ● 수도권 전철 경의·중앙선
  - 도농역
- ● 수도권 전철 8호선
  - 다산역

## 아파트
| 단지명                         | 건설사                                | 시행사                              | 주소                        | 입주        | 비고                                 |
| ------------------------------ | ------------------------------------- | ----------------------------------- | --------------------------- | ----------- | ------------------------------------ |
| 가운휴먼시아 1단지             | 남양건설 신성건설                     | 대한주택공사                        | 가운로2길 28                | 2008년 9월  | 국민임대                             |
| 가운휴먼시아 2단지             | 중앙건설                              | 대한주택공사                        | 가운로2길 14                | 2008년 9월  | 국민임대                             |
| 다산 더 힐포레                 | 양우건설                              | 대한주택공사                        | 가운로2길 43 (3단지)        | 2008년 9월  | '가운휴먼시아 3단지'에서 단지명 변경 |
| 다산 더 힐포레                 | 양우건설                              | 대한주택공사                        | 가운로2길 11 (4단지)        | 2008년 9월  | '가운휴먼시아 4단지'에서 단지명 변경 |
| 다산 경남아너스빌              | 경남기업                              | 대한주택공사                        | 가운로2길 111               | 2008년 9월  | '가운휴먼시아 5단지'에서 단지명 변경 |
| 다산 한신 더휴                 | 한신공영                              | 대한주택공사                        | 가운로2길 79 (6단지)        | 2009년 10월 | '가운휴먼시아 6단지'에서 단지명 변경 |
| 다산 한신 더휴                 | 한신공영                              | 대한주택공사                        | 가운로2길 78 (7단지)        | 2009년 10월 |                                      |
| 다산 한신 더휴                 | 한신공영                              | 대한주택공사                        | 가운로2길 98 (8단지)        | 2009년 10월 |                                      |
| 다산 포레스트 2단지            | 대우건설 ㈜우미토건 ㈜서영엔지니어링  | 경기주택도시공사                    |                             | 2023년 11월 |                                      |
| 다산역 자연& 푸르지오          | 대우건설 ㈜우미토건 ㈜서영엔지니어링  | 경기주택도시공사                    |                             | 2024년 2월  |                                      |
| 다산 메트로 3단지              | 대우건설 한신공영 ㈜대보건설          | 경기주택도시공사                    |                             | 2021년 10월 |                                      |
| 다산 센트럴파크 6단지          | 지에스건설㈜ 태영건설 코오롱글로벌    | 경기주택도시공사                    |                             | 2021년 7월  |                                      |
| 다산역 경기행복주택            | 대림산업                              | 경기주택도시공사                    |                             | 2022년 4월  |                                      |
| 다산지금 A5 경기행복주택       |                                       | 경기주택도시공사                    |                             |             |                                      |
| 다산 푸르지오                  |                                       | 경기주택도시공사                    |                             |             |                                      |
| 다산 진건 데시앙               | 태영건설 DL건설 금호건설 코오롱글로벌 | 경기주택도시공사                    |                             | 2022년 8월  |                                      |
| 다산 지금 데시앙               | 태영건설                              | 경기주택도시공사                    |                             | 2022년 8월  |                                      |
| 다산 e편한세상 자이            | 대림산업 ㈜지에스건설                 | 경기주택도시공사                    |                             | 2018년 6월  |                                      |
| 다산 자연& e편한세상 3차       | ㈜삼호                                | 경기주택도시공사                    | 다산중앙로82번길 12         | 2019년 7월  |                                      |
| 다산 e편한세상                 | 대림산업                              | 경기주택도시공사                    | 다산중앙로82번길 15         | 2017년 11월 |                                      |
| 다산 e편한세상 더 퍼스트       | 대림산업 태영건설                     | 경기주택도시공사                    | 다산중앙로20번길 7          | 2019년 6월  |                                      |
| 다산 롯데캐슬                  | 롯데건설                              | 경기주택도시공사                    |                             | 2018년 1월  |                                      |
| 다산자이 폴라리스              | ㈜지에스건설 코오롱글로벌 태영건설    | 경기주택도시공사                    |                             | 2021년 7월  |                                      |
| 다산 반도유보라 메이플타운     | 반도건설                              | ㈜하우징개발                        |                             |             |                                      |
| 다산 반도유보라 메이플타운 2.0 | 반도건설                              | 한영개발㈜                          | 다산지금로146번길 67        |             |                                      |
| 다산 유승한내들 센트럴         | ㈜유승종합건설                        | ㈜유승개발                          |                             |             |                                      |
| 다산 유승한내들 골든뷰         | ㈜유승종합건설                        | ㈜유승종합건설                      |                             |             |                                      |
| 다산 한양수자인 리버파크       | ㈜한양                                | 코리아신탁㈜ ㈜수자인               |                             | 2018년 7월  |                                      |
| 다산 한양수자인 리버팰리스     | ㈜한양                                | ㈜파인자산관리                      | 다산순환로 171              | 2017년 12월 |                                      |
| 다산 신안인스빌 퍼스트포레     | ㈜신안                                | 하나자산신탁㈜ 신안관광개발㈜       | 다산지금로123번길 17        |             |                                      |
| 다산 신안인스빌 퍼스트리버     | ㈜신안                                | 하나자산신탁㈜ ㈜인스빌             |                             |             |                                      |
| 다산 금강펜테리움 리버테라스   | ㈜금강주택                            | 금강종합건설㈜                      | 다산지금로145번길 15 (1차)  | 2018년 12월 |                                      |
| 다산 금강펜테리움 리버테라스   | ㈜금강주택                            | ㈜하이아트이앤씨                    | 다산지금로146번길 117 (2차) | 2019년 6월  |                                      |
| 다산 힐스테이트                | 현대엔지니어링                        | 코리아신탁㈜ 코리아에셋매니지먼트㈜ |                             |             |                                      |
| 다산 아이파크                  | 현대산업개발                          | HDC아이앤콘스                       |                             | 2017년 12월 |                                      |
| 다산 센트럴 에일린의 뜰        | 아이에스동서                          | 아이에스동서                        |                             | 2019년 4월  |                                      |
| 다산 리버팰리체                | 남양건설                              | 무진외6개연립주택연합 재건축조합    |                             |             |                                      |
| 다산 롯데낙천대                | 롯데건설                              | 도농 남양타운 재건축조합            |                             |             |                                      |
| 다산 한화꿈에그린              | 한화㈜ 건설부문                       | 지금동 재건축조합                   |                             |             |                                      |
| 다산 동원베네스트              | ㈜동원산업개발                        | ㈜서주                              |                             |             |                                      |
| 다산 플루리움                  | ㈜부영                                | ㈜부영                              |                             | 2001년 9월  |                                      |
| 다산 플루리움                  | ㈜부영                                | ㈜부영                              | 2002년 1월                  |             |                                      |
| 다산 플루리움                  | ㈜부영                                | ㈜부영                              | 2001년 5월                  |             |                                      |
| 다산 플루리움                  | ㈜부영                                | ㈜부영                              | 2000년 11월                 |             |                                      |
| 다산 플루리움                  | ㈜부영                                | ㈜부영                              |                             |             |                                      |
| 사랑으로 부영6차               | ㈜부영                                | ㈜부영                              |                             | 2007년 6월  |                                      |
| 다산 애시앙                    | ㈜부영                                | ㈜부영                              | 도농로 24                   | 2008년 5월  |                                      |

## 공공기관
- 남양주시청 제2청사
- 남양주남부경찰서

## 사업체
- 빙그레 남양주공장